# Le relief de l'invisible
As Formas do Invisível (Le relief de l'invisible, no original em francês) é uma série francesa de 1997-98, produzida pela La Cité des Sciences et de l’Industrie, na qual se explora a superfície microscópica de diversos objetos e até mesmo animais, revelando incríveis e inesperadas "paisagens". Na França, a série foi lançada em DVD no ano de 2006, contendo 22 episódios e dublagem em inglês, espanhol, italiano e árabe. Já no Brasil, a série e atualmente exibida na programação da TV Escola.

## Lista de Episódios
Esta é uma lista contendo os 22 episódios da série.
1. Aço
2. Alumínio
3. Argila
4. Borboleta
5. Cabelo
6. Cerâmica
7. Celulose
8. Cogumelo
9. Concreto
10. Dente
11. Fibra de carbono
12. Flor
13. Folha
14. Madeira
15. Milho
16. Mosca
17. Olho humano
18. Peixe
19. Pele humana
20. Piolho
21. Plástico
22. Siri